# Roberto Tombolato
Roberto Tombolato (Curtarolo, 18 maggio 1954 – 23 luglio 2009) è stato un calciatore italiano, di ruolo attaccante.
Morì il 23 luglio 2009 all'età di 55 anni.

## Carriera
Iniziò la sua carriera al Padova.
Nel 1973 passò al Cesena, collezionando 5 presenze nel campionato di Serie A 1973-1974. Nella stessa stagione si mise in evidenza anche in Coppa Italia, dove disputò 9 partite segnando 3 reti, risultando così cannoniere cesenate in quella manifestazione.
Nell'estate 1974 approdò all'Arezzo, squadra della città in cui viveva.
Nel 1979 Tombolato si trasferì alla Paganese, dove chiuse la carriera.